# 1. Klasse Oberschlesien 1942/43
Die 1. Klasse Oberschlesien 1942/43 diente dem Unterbau der Gauliga Oberschlesien 1942/43. In dem Ligasystem des Sportgaues Oberschlesien war sie die zweite Ebene. Die vier Abteilungen aus dem Vorjahr wurden erneut untergliedert, damit die Fahrten zu den Spielen verkürzt werden konnte, so dass es in dieser Saison 8 regionale Abteilungen gab. Die jeweiligen Gruppensieger trafen dann in zwei Gruppen aufeinander, die beiden Gruppenersten stiegen in die Gauliga Oberschlesien auf. Aktuell sind die Ergebnisse in den einzelnen Abteilungen nicht überliefert.

## Übersicht
| Abteilung   | Gruppensieger           | Region                      | Anzahl Mannschaften |
| ----------- | ----------------------- | --------------------------- | ------------------- |
| Abteilung 1 | DSC Teschen             | Teschen, Bielitz, Auschwitz | 10                  |
| Abteilung 2 | SV Glückauf Beuthen     | Beuthen, Tarnowitz          | 9                   |
| Abteilung 3 | SC Preußen Hindenburg   | Hindenburg                  | 11                  |
| Abteilung 4 | Reichsbahn SG Gleiwitz  | Gleiwitz                    | 11                  |
| Abteilung 5 | Reichsbahn SG Rybnik    | Rybnik                      | 9                   |
| Abteilung 6 | Reichsbahn SG Myslowitz | Kattowitz, Myslowitz        | 10                  |
| Abteilung 7 | Reichsbahn SG Kattowitz | Kattowitz                   | 11                  |
| Abteilung 8 | LSV Annaberg Stubendorf | Oppeln, Neisse              | 9                   |

## Aufstiegsrunde
Für die Aufstiegsrunde waren die acht Sieger der regionalen Abteilungen qualifiziert. Die Aufstiegsrunde an sich war ebenfalls in die Gruppen Ostoberschlesien und Westoberschlesien  unterteilt. Die beiden Gruppensieger stiegen in die Gauliga Oberschlesien auf. 

### Gruppe Ostoberschlesien

#### Abschlusstabelle
| Pl. | Verein                                       | Sp. | S | U | N | Tore    | Quote | Punkte |
| --- | -------------------------------------------- | --- | - | - | - | ------- | ----- | ------ |
| 1.  | Reichsbahn SG Kattowitz (Sieger Abteilung 7) | 6   | 4 | 1 | 1 | 024:130 | 1,85  | 09:30  |
| 2.  | Reichsbahn SG Myslowitz (Sieger Abteilung 6) | 6   | 4 | 0 | 2 | 027:110 | 2,45  | 08:40  |
| 3.  | Reichsbahn SG Rybnik (Zweiter Abteilung 5)   | 6   | 1 | 3 | 2 | 009:150 | 0,60  | 05:70  |
| 4.  | DSC Teschen (Sieger Abteilung 1)             | 6   | 0 | 2 | 4 | 007:280 | 0,25  | 02:10  |

#### Kreuztabelle
| 1942/43                 | Kat | Mys | Ryb | Tes |
| ----------------------- | --- | --- | --- | --- |
| Reichsbahn SG Kattowitz |     | 3:2 | 4:1 | 6:2 |
| Reichsbahn SG Myslowitz | 5:2 |     | 5:0 | 8:1 |
| Reichsbahn SG Rybnik    | 2:2 | 4:2 |     | 1:1 |
| DSC Teschen             | 1:7 | 1:5 | 1:1 |     |

### Gruppe Westoberschlesien

#### Kreuztabelle
| 1942/43                 | Hin | Beu | Stu | Gle  |
| ----------------------- | --- | --- | --- | ---- |
| SC Preußen Hindenburg   |     | 3:0 | 7:3 | 3:1  |
| SV Glückauf Beuthen     | 1:2 |     | 5:4 | +0:0 |
| LSV Annaberg Stubendorf | 1:4 | -:- |     | +0:0 |
| Reichsbahn SG Gleiwitz  | -:- | 1:4 | 3:5 |      |